# Beijing X5
Beijing X5 (в 2015—2019 годах — Senova X55) — выпускаемый с 2015 года кроссовер компании BAIC Motor.

## История
Представлена как Senova X55 на Шанхайском автосалоне 2015 года, к концу года поступила в продажу по ценам от 76 800 юаней до 119 800 юаней
Технически основана на базе седана Senova D50, в свою очередь построенном на платформе Saab 9-3, приобретённой компанией BAIC. Двигатель — Mitsubishi A151 объёмом 1,5-литра и мощностью 113 л. с., или его турбовариант мощностью 150 л. с. Коробка передач — «механика» или «робот».
В апреле 2017 года был представлен рестайлинг модели с изменённым оформлением передней и задней частей с другой оптикой и закрытой "сплошной" линией задних боковых стёкол, также был изменён дизайн салона, двигатель остался в гамме один — турбомотор работающий в пере с «роботом». Рестайлинг вышел на рынок в июле 2018 года при этом цены были значительно снижены о 49.900 до 79.800 юаней.
В январе 2019 года добавилась электроверсия BJEV EX5 -с электродвигателем (163 кВт; 221 л. с.) и аккумулятором емкостью 61,8 кВт*ч с запасом хода на одной зарядке 415 километров по циклу NEDC.
С 2020 года модель была переименована в Beijing X5 после запуска обновленного бренда Beijing.

## На внешних рынках
Дорестайлинговая модель в 2016 году экспортировалась в Германию, цена от 18 450 евро.

## Галерея
2015—2018, до рестайлинга 2017 года:

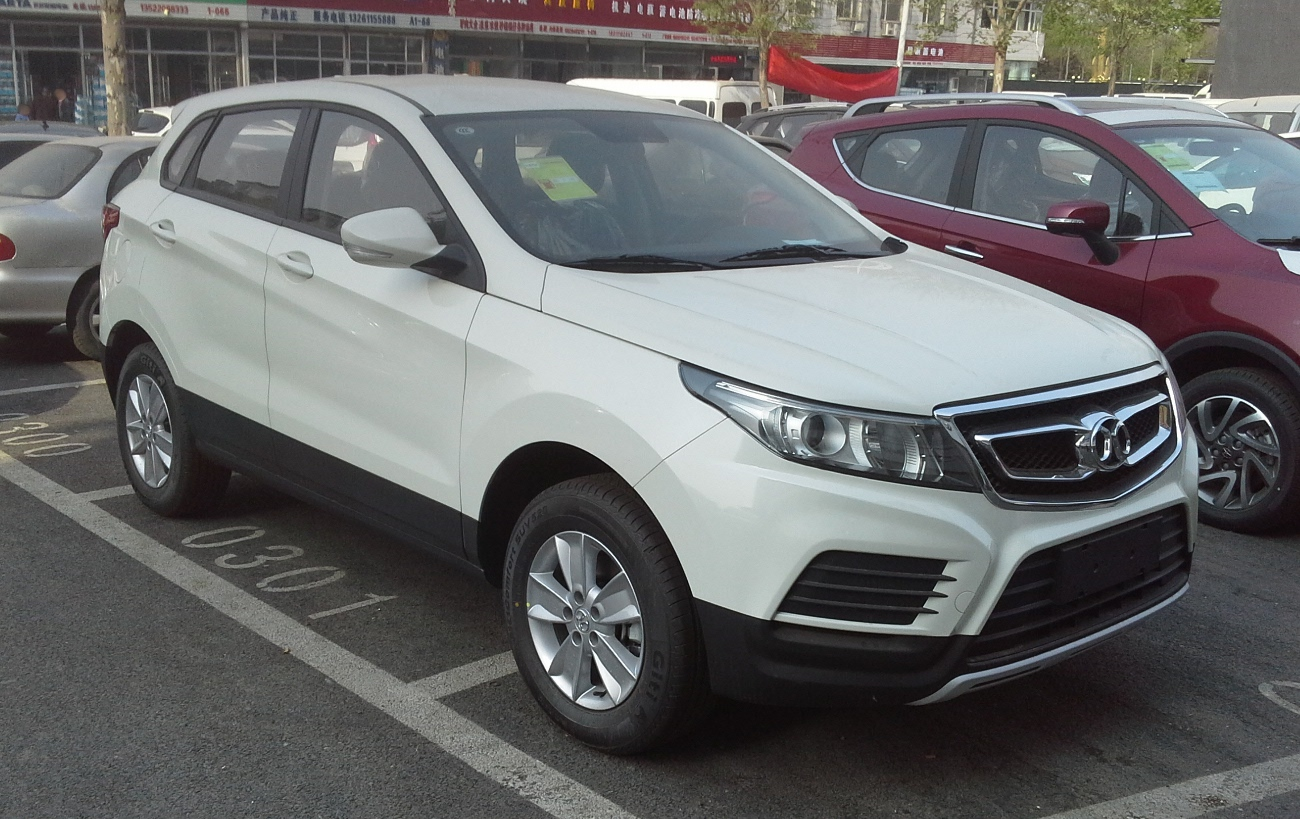
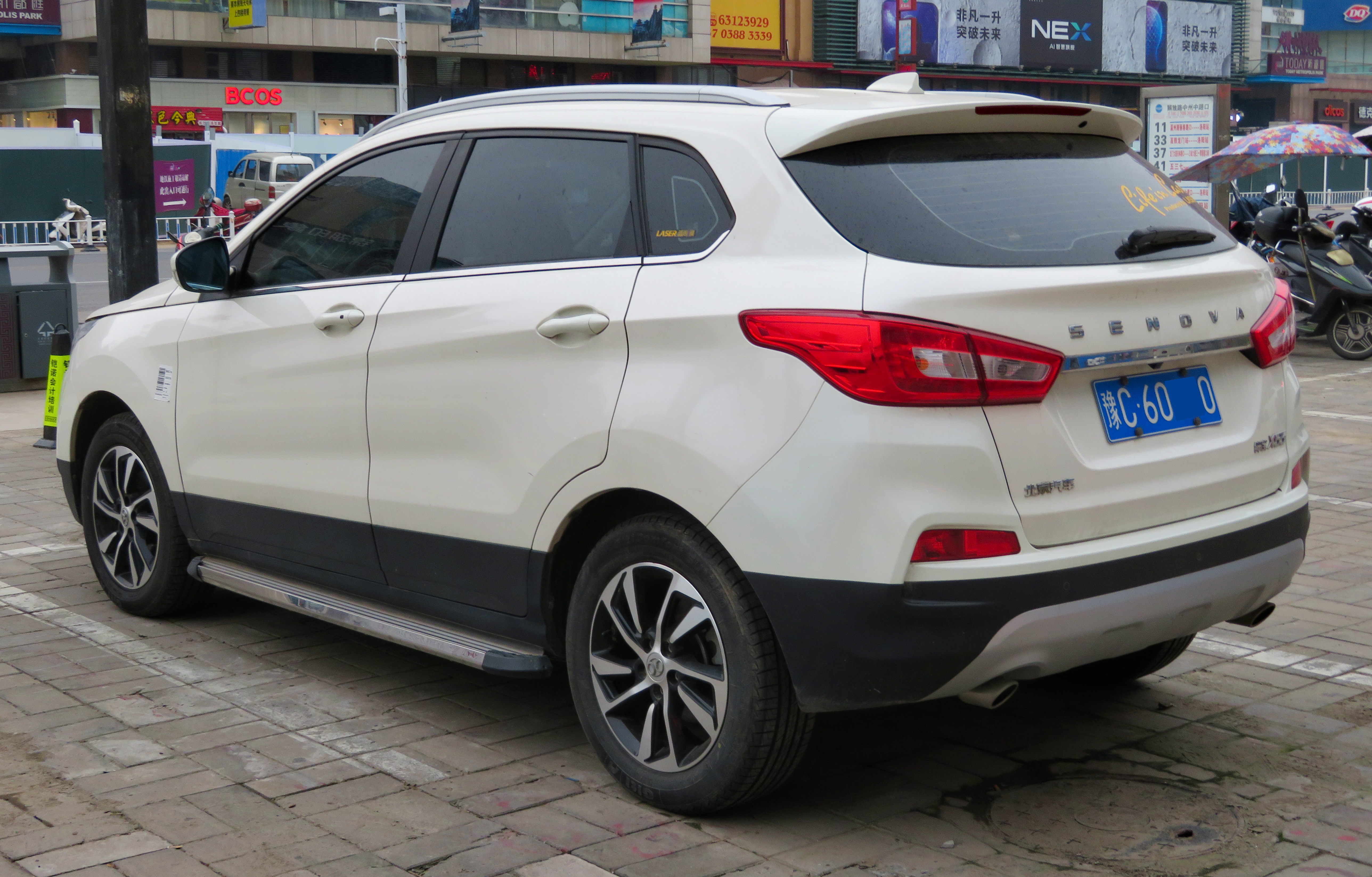
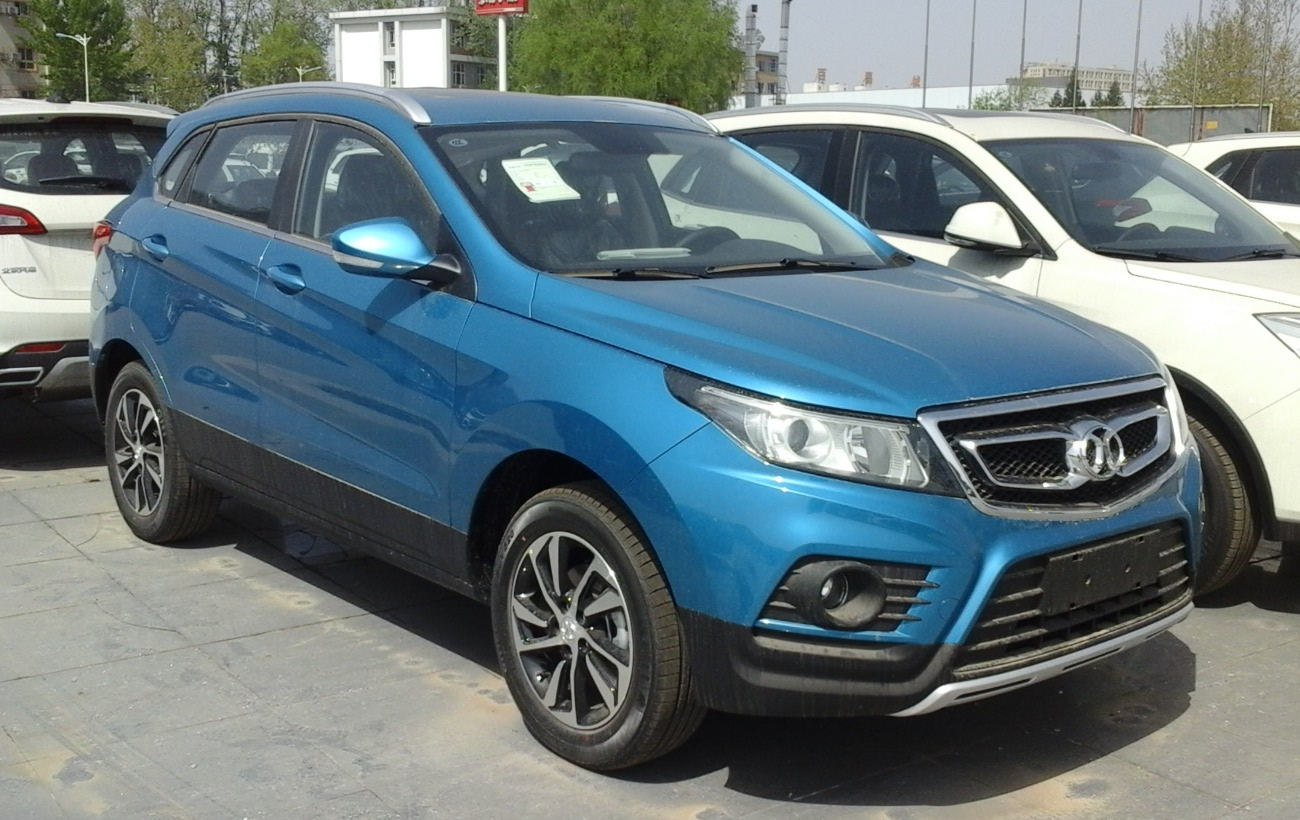
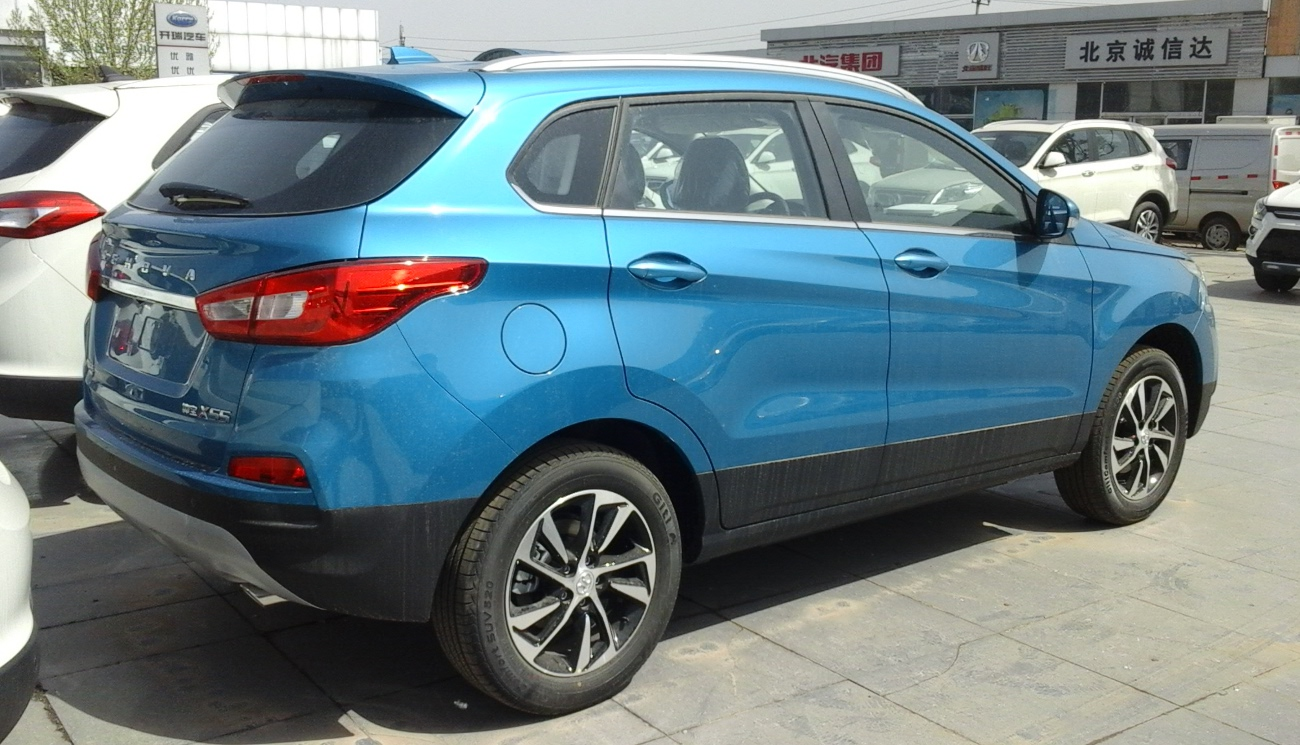

После рестайлинга 2017 года, в продаже с 2018 года:

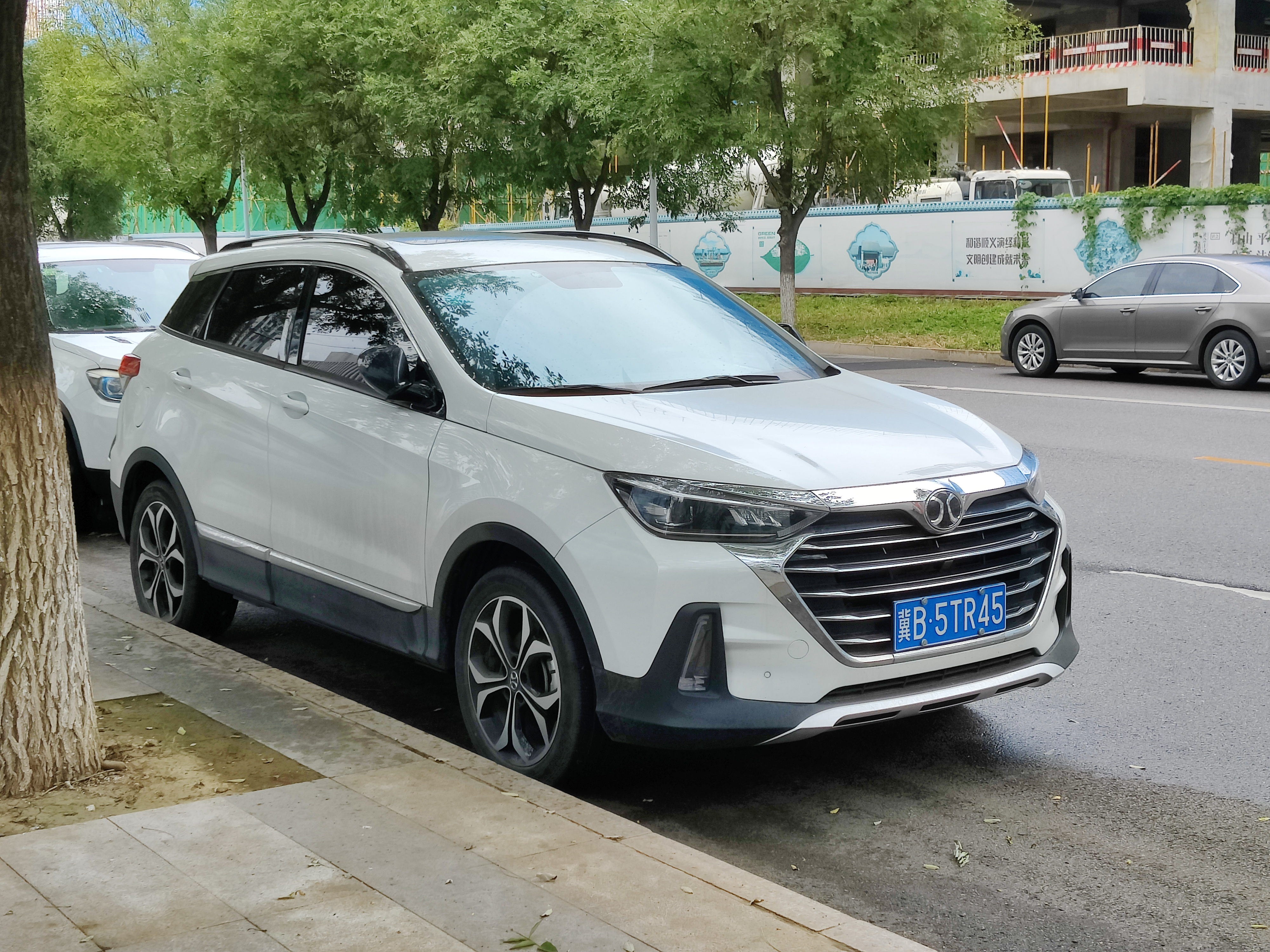
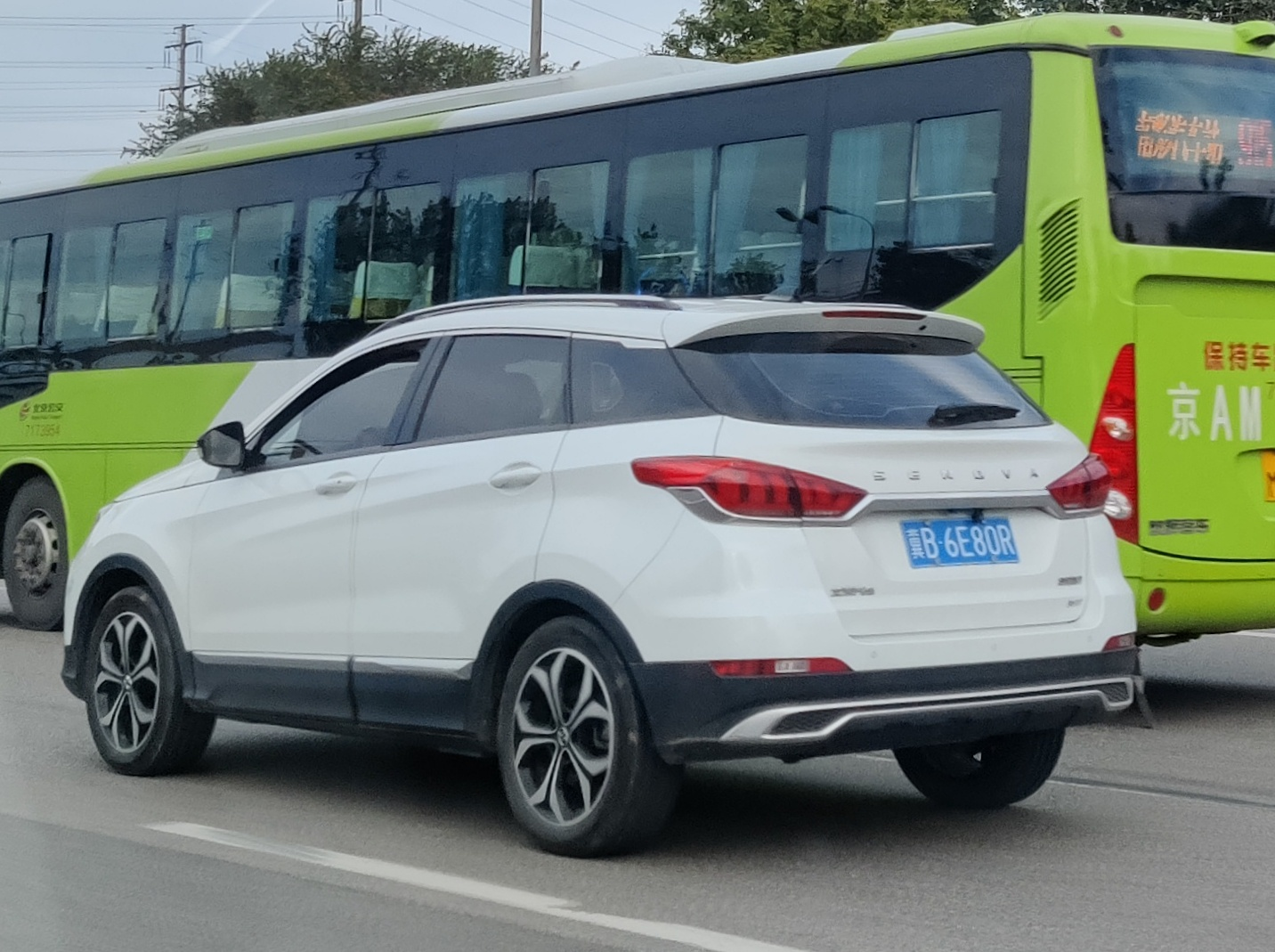
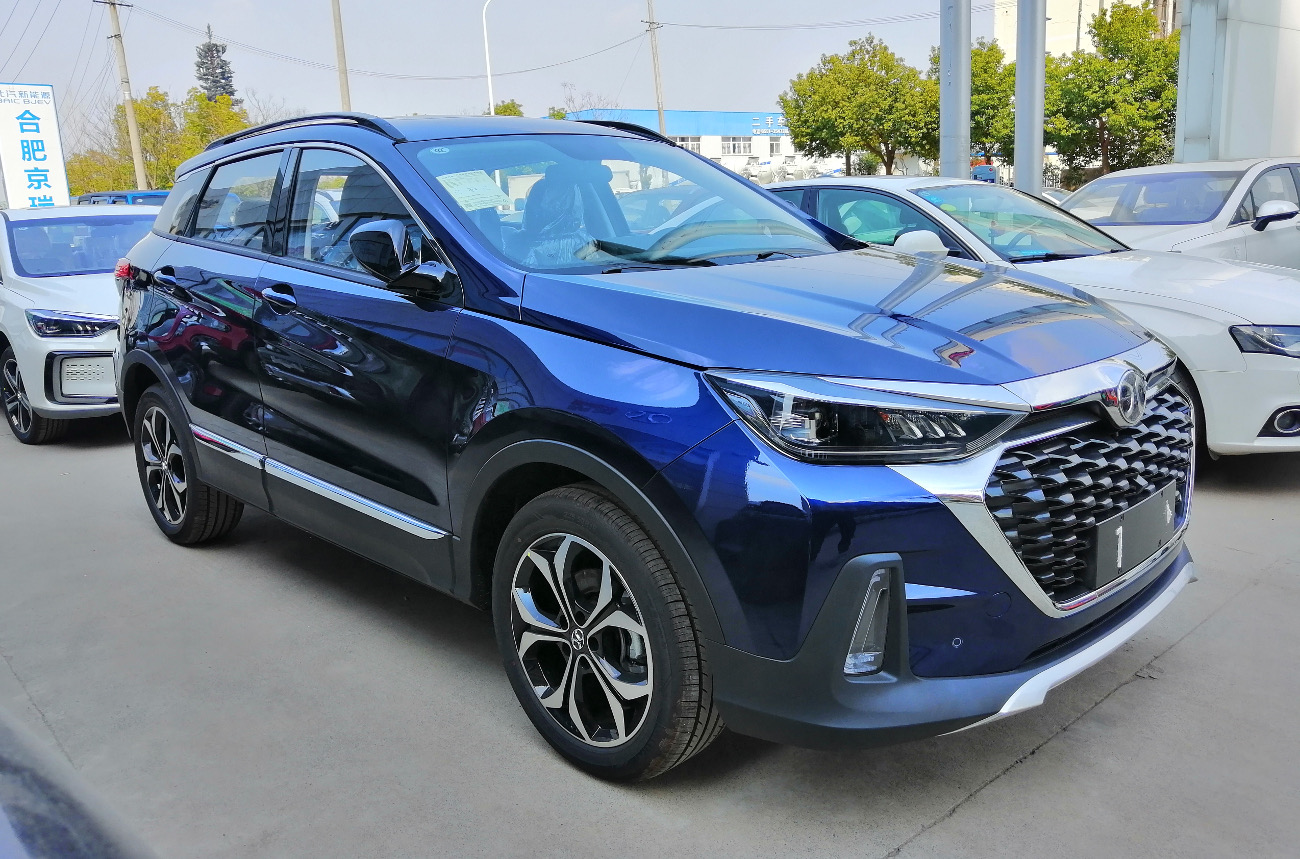
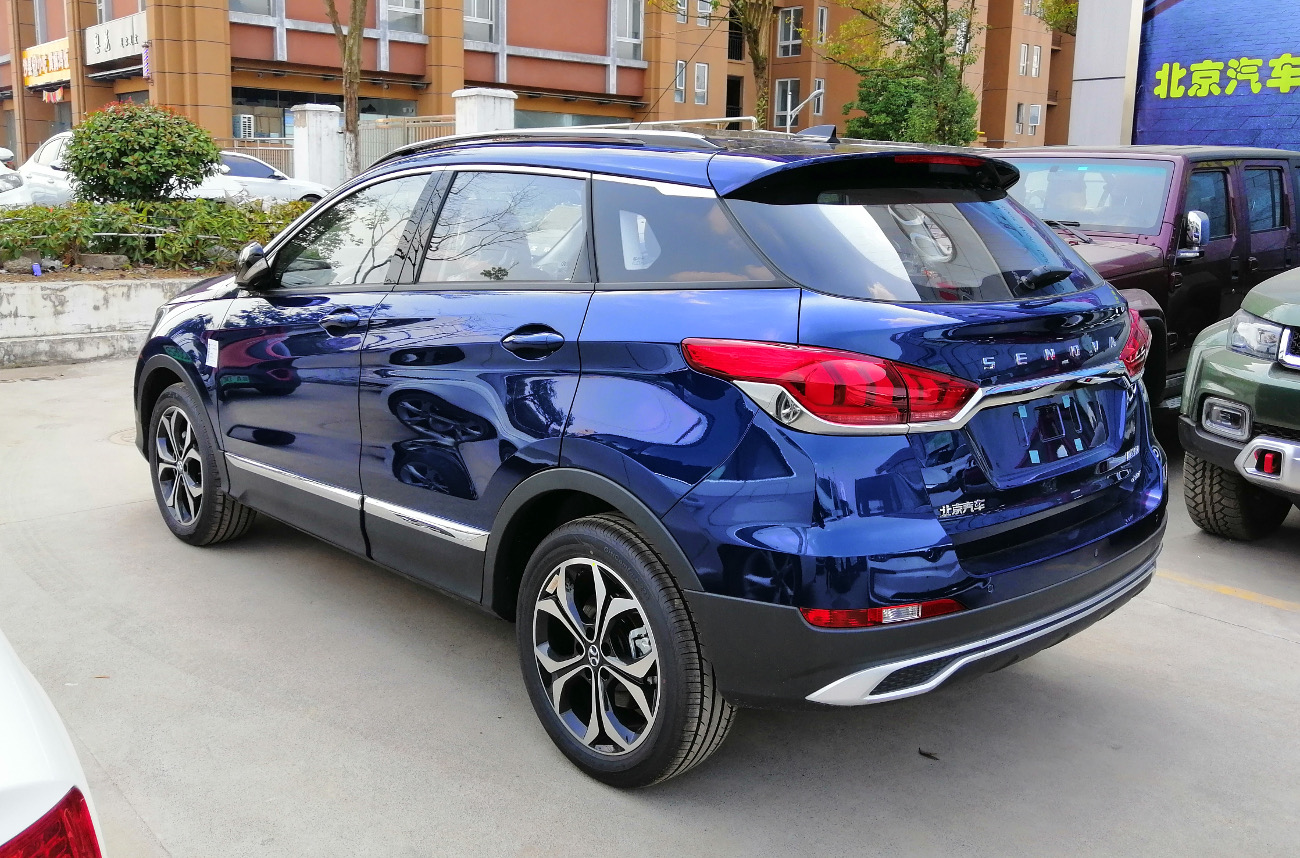